# Lenora (Kansas)
Pour les articles homonymes, voir Lenora.
Lenora est une ville américaine située dans le comté de Norton, au Kansas. Selon le recensement de 2020, sa population est de 207 habitants.